# Lijst van spoorwegbundels in de haven van Antwerpen
De lijst van spoorwegbundels in de haven van Antwerpen geeft een overzicht van de spoorwegbundels in de Antwerpse haven.
Er is het grote vormingsstation Antwerpen-Noord dat meerdere rangeerbundels heeft. Daarnaast zijn er nog verschillende andere spoorwegbundels verspreid in de haven.
| bundel           | ligging                                                                        | sporen     | kaaien                                                                  | spoorlijn |
| ---------------- | ------------------------------------------------------------------------------ | ---------- | ----------------------------------------------------------------------- | --------- |
| Alaska           | tussen het Vierde en het Vijfde Havendok                                       | 6          | 271 tot 287 (onpare nummers) 301 tot 321 (onpare nummers)               | 221       |
| Amerika-Zuid     | tussen het Amerikadok en de Schelde                                            | 3          | 48, 49, 50, 53 en 54                                                    | 221       |
| Angola           | ten noordoosten van het Zesde Havendok                                         | 19         | 332 tot 372 (pare nummers)                                              | 27A       |
| Belgische basis  | ten noorden van het Derde Havendok                                             | 6          | 172 tot 198 (pare nummers)                                              | 220       |
| Berendrecht      | ten zuiden van het Bevrijdingsdok                                              | 22         | 610 tot 624 (pare nummers) 700 tot 730 (pare nummers)                   | 226       |
| Buitenschoor     | ten noorden van de Zandvlietsluis                                              | 8          | 901 tot 915 (onpare nummers)                                            | 223       |
| Canada           | ten noorden van Zwijndrecht langs de Schelde                                   | 3          |                                                                         | 209       |
| Europaterminal   | ten zuiden van de Berendrechtsluis                                             | 5          | 853 tot 869 (onpare nummers)                                            | 223       |
| Far-West         | ten oosten van het Tweede en het Derde Havendok                                | 4 + 2      | 100 tot 170 (pare nummers)                                              | 220       |
| Groenland        | tussen het Leopolddok en het Vierde Havendok                                   | 12         | 207 tot 259 (onpare nummers)                                            | 221       |
| Hercules         | tussen de Schelde en de Waaslandhaven op de linkeroever                        | 2          |                                                                         | 208       |
| IJsland          | tussen het Vijfde Havendok en de Schelde                                       | 10         | 347 tot 383 (onpare nummers)                                            | 221       |
| Kalishoek        | ten oosten van de Waaslandhaven op de linkeroever                              | 12         |                                                                         | 208 211   |
| Kallo            | ter hoogte van Kallo op de linkeroever                                         | 5          |                                                                         | 10        |
| Kanaaldok        | langs de Schelde ter hoogte van Kanaaldok B2                                   | 6          | 621 tot 665 (onpare nummers) 709 tot 757 (onpare nummers)               | 223       |
| Kongo            | tussen het Zesde Havendok en het Leopolddok                                    | 3          | 200 tot 226 (pare nummers)                                              | 27A       |
| Krommenhoek      | ten westen van de Waaslandhaven op de linkeroever                              | 6          |                                                                         | 208 211   |
| Liefkenshoek     | tussen de Schelde en de Waaslandhaven op de linkeroever                        | 13         |                                                                         | 208/1 211 |
| Lillo            | ten oosten van Kanaaldok B1                                                    | 20         | 506 tot 518 (pare nummers)                                              | 224       |
| Noordland        | in het uiterste noorden van de haven bij de aansluiting van de N101 aan de A12 | 2          |                                                                         | 11 223    |
| Noordzeeterminal | ten noorden van de Zandvlietsluis                                              | 5          | 901 tot 915 (onpare nummers)                                            | 223       |
| Oorderen         | ten noorden van het Churchilldok                                               | 17 + 8     | 466 tot 504 (pare nummers)                                              | 222       |
| Petrol           | ten westen van het Hansadok                                                    | 8          | 405 tot 415 (onpare nummers)                                            | 221       |
| Rhodesië         | tussen het Hansadok en het Zesde Havendok                                      | 19         | 228 tot 256 (pare nummers) 300 tot 326 (pare nummers)                   | 27A       |
| Stabroek         | tussen bundel Zandvliet en het Bevrijdingsdok                                  | 16 + 7 + 5 | 732 tot 748 (pare nummers)                                              | 11A       |
| West-Siberië     | ten westen van het Albertdok                                                   | 16 + 9     | 57, 58 en 59 101 tot 133 (onpare nummers) 201 tot 2005 (onpare nummers) | 221       |
| Wilmarsdonk      | ten zuiden van het Churchilldok                                                | 14         | 402 tot 430 (pare nummers)                                              | 27A       |
| Zandvliet        | ten noorden van het Bevrijdingsdok en bundel Stabroek                          | 13         | 750 tot 762 (pare nummers)                                              | 11A       |
| Zuid             | ten zuiden van het Vrasenedok op de linkeroever                                | 34         |                                                                         | 10 211    |